# 9. Flieger-Division
Pour les articles homonymes, voir 9e division.
La 9. Flieger-Division (9e division aérienne) a été l'une des principales divisions de la Luftwaffe allemande durant la Seconde Guerre mondiale.

## Création et différentes dénominations
Cette division a été formée le 1er février 1940 à Jever. Elle est redésignée IX. Fliegerkorps en novembre 1940.
La division est à nouveau recrée le 26 janvier 1945 à Prague sous le nom de 9. Flieger-Division (J) pour contrôler les différentes unités de bombardiers reconverties en unités de chasse. Elle remplace à ce titre la IX. Fliegerkorps (J).

## Commandement

Drapeau du commandant d'une division aérienne

| Début            | Fin           | Grade   | Nom                 |
| ---------------- | ------------- | ------- | ------------------- |
| 1er février 1940 | Novembre 1940 | General | Joachim Coeler (en) |
| Début            | Fin           | Grade   | Nom                 |
| 26 janvier 1945  | 8 mai 1945    | Oberst  | Hajo Hermann        |

## Chef d'état-major
| Début            | Fin           | Grade        | Nom               |
| ---------------- | ------------- | ------------ | ----------------- |
| 1er février 1940 | Novembre 1940 | Generalmajor | Hans-Armin Czech  |
| Début            | Fin           | Grade        | Nom               |
| Janvier 1945     | Mai 1945      | Major        | Wolfgang Wetterer |

## Quartier général
Le quartier général se déplace suivant l'avancement du front.
| Début        | Fin           | Ville       |
| ------------ | ------------- | ----------- |
| Février 1940 | Juillet 1940  | Jever       |
| Juillet 1940 | Novembre 1940 | Soesterberg |
| Début        | Fin           | Ville       |
| Janvier 1945 | Mai 1945      | Prague      |

## Rattachement
| 1er février 1940 - 23 mai 1940 | Oberbefehlshaber der Luftwaffe (ObdL) |
| 23 mai 1940 - Novembre 1940    | Luftflotte 2                          |
| -                              | -                                     |
| Janvier 1945 - Mai 1945        | Luftflotte 10                         |

## Unités subordonnées
- Août 1940 (offensive contre l'Angleterre) :
  - Luftnachrichten-Abteilung 39
  - Flugbereitschaft/9. Flieger-Division : Février 1940 - Novembre 1940
  - Kampfgeschwader 4
  - Kampfgeschwader 40
  - Kampfgruppe 100
  - Kampfgruppe 126